# 阿爾古特河
50°14′20″N 86°40′34″E / 50.23889°N 86.67611°E
阿爾古特河（俄语：Аргут），是俄羅斯的河流，位於該國南部阿爾泰共和國，屬於卡通河的右支流，河道全長106公里，流域面積9,550平方公里，四成河水來自融雪。